# Clássica de Almeria de 2021
A 36.ª edição da clássica ciclista Clássica de Almeria ocorreu em 14 de fevereiro de 2021. A corrida faz parte do calendário UCI ProSeries de 2021 em categoria 1.pro.

## Apresentação

### Equipas
Vinte e duas equipas participam nesta Clássica de Almeria - onze WorldTeams e onze ProTeams :
| Equipes WorldTeam (11)- AG2R Citroën Team - Astana-Premier Tech - Bora-Hansgrohe - Cofidis - Deceuninck-Quick Step - Intermarché-Wanty-Gobert Matériaux - Movistar Team - Team BikeExchange - Qhubeka Assos - Trek-Segafredo - UAE Team Emirates Equipes ProTeam (11)- Bardiani CSF Faizanè - Bingoal-WB - Burgos-BH - Caja Rural-Seguros RGA - Eolo-Kometa - Equipo Kern Pharma - Euskaltel-Euskadi - Gazprom-RusVelo - Sport Vlaanderen-Baloise - Total Direct Énergie - Rally Cycling |
| |

## Classificações

### Classificação final
| \| Classificação geral \| Classificação geral \| Classificação geral \| Classificação geral \| Classificação geral \| \| Ciclista \| Ciclista \| Equipe \| Tempo \| \| \| ------------------- \| ------------------- \| ---------------------------------- \| ------------------- \| ------------------- \| \| 1. \| Giacomo Nizzolo \| Qhubeka Assos \| 4h18m44s \| \| \| 2. \| Florian Sénéchal \| Deceuninck-Quick Step \| + 0s \| \| \| 3. \| Martin Laas \| Bora-Hansgrohe \| + 0s \| \| \| 4. \| Jon Aberasturi \| Caja Rural-Seguros RGA \| + 0s \| \| \| 5. \| Timothy Dupont \| Bingoal-WB \| + 0s \| \| \| 6. \| Danny van Poppel \| Intermarché-Wanty-Gobert Matériaux \| + 0s \| \| \| 7. \| Gabriel Cullaigh \| Movistar Team \| + 0s \| \| \| 8. \| Edward Theuns \| Trek-Segafredo \| + 0s \| \| \| 9. \| Marc Sarreau \| AG2R Citroën Team \| + 0s \| \| \| 10. \| Damiano Cima \| Gazprom-RusVelo \| + 0s \| \| |                  |                                    |          |
| |                  |                                    |          |
| Fonte: ProCyclingStats |                  |                                    |          |
| Classificação geral |                  |                                    |          |
| Ciclista | Ciclista         | Equipe                             | Tempo    |
| 1. | Giacomo Nizzolo  | Qhubeka Assos                      | 4h18m44s |
| 2. | Florian Sénéchal | Deceuninck-Quick Step              | + 0s     |
| 3. | Martin Laas      | Bora-Hansgrohe                     | + 0s     |
| 4. | Jon Aberasturi   | Caja Rural-Seguros RGA             | + 0s     |
| 5. | Timothy Dupont   | Bingoal-WB                         | + 0s     |
| 6. | Danny van Poppel | Intermarché-Wanty-Gobert Matériaux | + 0s     |
| 7. | Gabriel Cullaigh | Movistar Team                      | + 0s     |
| 8. | Edward Theuns    | Trek-Segafredo                     | + 0s     |
| 9. | Marc Sarreau     | AG2R Citroën Team                  | + 0s     |
| 10. | Damiano Cima     | Gazprom-RusVelo                    | + 0s     |

### Classificação UCI
A corrida atribui pontos à classificação mundial UCI de 2021 segundo o barómetro que segue.
| Posição             | 1.º | 2.º | 3.º | 4.º | 5.º | 6.º | 7.º | 8.º | 9.º | 10.º | 11.º | 12.º | 13.º | 14.º | 15.º | 16.º a 30.º | 31.º a 40.º |
| Classificação geral | 200 | 150 | 125 | 100 | 85  | 70  | 60  | 50  | 40  | 35   | 30   | 25   | 20   | 15   | 10   | 5           | 3           |

## Lista dos participantes
| Bora-Hansgrohe BOH | Bora-Hansgrohe BOH      | Bora-Hansgrohe BOH |
| ------------------ | ----------------------- | ------------------ |
| Num                | Ciclista                | Pos                |
| 1                  | Cesare Benedetti (ITA)  | 85.                |
| 2                  | Maciej Bodnar (POL)     | 137.               |
| 3                  | Marcus Burghardt (GER)  | 39.                |
| 4                  | Patrick Gamper (AUT)    | 70.                |
| 5                  | Martin Laas (EST)       | 3.                 |
| 6                  | Jordi Meeus (BEL)       | 141.               |
| 7                  | Lukas Pöstlberger (AUT) | 101.               |

| UAE Team Emirates UAD | UAE Team Emirates UAD       | UAE Team Emirates UAD |
| --------------------- | --------------------------- | --------------------- |
| Num                   | Ciclista                    | Pos                   |
| 11                    | Fernando Gaviria (COL)      | 17.                   |
| 12                    | Marco Marcato (ITA)         | 118.                  |
| 13                    | Juan Sebastián Molano (COL) | 45.                   |
| 14                    | Ivo Oliveira (POR)          | 134.                  |
| 15                    | Rui Oliveira (POR)          | 73.                   |
| 16                    | Maximiliano Richeze (ARG)   | 35.                   |
| 17                    | Oliviero Troia (ITA)        | 108.                  |

| Cofidis COF | Cofidis COF             | Cofidis COF |
| ----------- | ----------------------- | ----------- |
| Num         | Ciclista                | Pos         |
| 21          | Nathan Haas (AUS)       | 81.         |
| 22          | Jelle Wallays (BEL)     | 136.        |
| 23          | André Carvalho (POR)    | 100.        |
| 24          | Victor Lafay (FRA)      | 113.        |
| 25          | Fabio Sabatini (ITA)    | 114.        |
| 26          | Kenneth Vanbilsen (BEL) | 82.         |
| 27          | Attilio Viviani (ITA)   | 26.         |

| Intermarché-Wanty-Gobert Matériaux IWG | Intermarché-Wanty-Gobert Matériaux IWG | Intermarché-Wanty-Gobert Matériaux IWG |
| -------------------------------------- | -------------------------------------- | -------------------------------------- |
| Num                                    | Ciclista                               | Pos                                    |
| 31                                     | Jonas Koch (GER)                       | 142.                                   |
| 32                                     | Andrea Pasqualon (ITA)                 | 46.                                    |
| 33                                     | Taco van der Hoorn (NED)               | 104.                                   |
| 34                                     | Boy van Poppel (NED)                   | 143.                                   |
| 35                                     | Danny van Poppel (NED)                 | 6.                                     |
| 36                                     | Pieter Vanspeybrouck (BEL)             | 89.                                    |
| 37                                     | Loïc Vliegen (BEL)                     | 98.                                    |

| BikeExchange BEX | BikeExchange BEX            | BikeExchange BEX |
| ---------------- | --------------------------- | ---------------- |
| Num              | Ciclista                    | Pos              |
| 41               | Jack Bauer (NZL)            | 93.              |
| 42               | Michael Hepburn (AUS)       | 77.              |
| 43               | Amund Grøndahl Jansen (NOR) | 12.              |
| 44               | Nick Schultz (AUS)          | 74.              |
| 45               | Callum Scotson (AUS)        | 78.              |
| 46               | Dion Smith (NZL)            | 88.              |
| 47               | Robert Stannard (AUS)       | DNF              |

| Sport Vlaanderen-Baloise SVB | Sport Vlaanderen-Baloise SVB | Sport Vlaanderen-Baloise SVB |
| ---------------------------- | ---------------------------- | ---------------------------- |
| Num                          | Ciclista                     | Pos                          |
| 51                           | Cedric Beullens (BEL)        | 28.                          |
| 52                           | Alex Colman (BEL)            | 103.                         |
| 53                           | Kenny De Ketele (BEL)        | 115.                         |
| 54                           | Robbe Ghys (BEL)             | 116.                         |
| 55                           | Ward Vanhoof (BEL)           | 105.                         |
| 56                           | Aaron Van Poucke (BEL)       | 90.                          |
| 57                           | Jordi Warlop (BEL)           | 14.                          |

| AG2R Citroën Team ACT | AG2R Citroën Team ACT | AG2R Citroën Team ACT |
| --------------------- | --------------------- | --------------------- |
| Num                   | Ciclista              | Pos                   |
| 61                    | Stan Dewulf (BEL)     | 87.                   |
| 62                    | Andrea Vendrame (ITA) | 24.                   |
| 63                    | Anthony Jullien (FRA) | 62.                   |
| 64                    | Lawrence Naesen (BEL) | 51.                   |
| 65                    | Marc Sarreau (FRA)    | 9.                    |
| 66                    | Gijs Van Hoecke (BEL) | 106.                  |
| 67                    | Damien Touzé (FRA)    | 16.                   |

| Euskaltel-Euskadi EUS | Euskaltel-Euskadi EUS     | Euskaltel-Euskadi EUS |
| --------------------- | ------------------------- | --------------------- |
| Num                   | Ciclista                  | Pos                   |
| 71                    | Mikel Alonso Flores (ESP) | 138.                  |
| 72                    | Mikel Aristi (ESP)        | 22.                   |
| 73                    | Xabier Azparren (ESP)     | 71.                   |
| 74                    | Julen Irizar (ESP)        | 40.                   |
| 75                    | Juan José Lobato (ESP)    | 38.                   |
| 76                    | Luis Ángel Maté (ESP)     | 57.                   |
| 77                    | Antonio Jesús Soto (ESP)  | 47.                   |

| Movistar Team MOV | Movistar Team MOV               | Movistar Team MOV |
| ----------------- | ------------------------------- | ----------------- |
| Num               | Ciclista                        | Pos               |
| 81                | Gabriel Cullaigh (GBR)          | 7.                |
| 82                | Iván García Cortina (ESP)       | 60.               |
| 83                | Juri Hollmann (GER)             | 59.               |
| 84                | Johan Jacobs (SUI)              | 64.               |
| 85                | Mathias Norsgaard (DEN)         | 95.               |
| 86                | Gonzalo Serrano Rodríguez (ESP) | 44.               |
| 87                | Alejandro Valverde (ESP)        | 55.               |

| Equipo Kern Pharma EKP | Equipo Kern Pharma EKP     | Equipo Kern Pharma EKP |
| ---------------------- | -------------------------- | ---------------------- |
| Num                    | Ciclista                   | Pos                    |
| 91                     | Carlos García Pierna (ESP) | 122.                   |
| 92                     | Álex Jaime (ESP)           | 36.                    |
| 93                     | Diego López (ESP)          | 63.                    |
| 94                     | Savva Novikov (RUS)        | 37.                    |
| 95                     | José Félix Parra (ESP)     | 124.                   |
| 96                     | Ibon Ruiz (ESP)            | 140.                   |
| 97                     | Enrique Sanz (ESP)         | 123.                   |

| Astana-Premier Tech APT | Astana-Premier Tech APT           | Astana-Premier Tech APT |
| ----------------------- | --------------------------------- | ----------------------- |
| Num                     | Ciclista                          | Pos                     |
| 101                     | Luis León Sánchez (ESP) (estrada) | 41.                     |
| 102                     | Yevgeniy Gidich (KAZ)             | 32.                     |
| 103                     | Yevgeniy Fedorov (KAZ)            | 53.                     |
| 104                     | Davide Martinelli (ITA)           | 56.                     |
| 105                     | Javier Romo (ESP)                 | 54.                     |
| 106                     | Nikita Stalnow (KAZ)              | 110.                    |
| 107                     | Artiom Zakharov (KAZ)             | 43.                     |

| Burgos-BH BBH | Burgos-BH BBH                  | Burgos-BH BBH |
| ------------- | ------------------------------ | ------------- |
| Num           | Ciclista                       | Pos           |
| 111           | Jetse Bol (NED)                | 29.           |
| 112           | Jesús Ezquerra (ESP)           | 19.           |
| 113           | Juan Antonio López-Cózar (ESP) | DNF           |
| 114           | Ángel Madrazo (ESP)            | 119.          |
| 115           | Alex Molenaar (NED)            | 132.          |
| 116           | Manuel Peñalver (ESP)          | DNF           |
| 117           | Diego Rubio (ESP)              | 58.           |

| Deceuninck-Quick Step DQT | Deceuninck-Quick Step DQT | Deceuninck-Quick Step DQT |
| ------------------------- | ------------------------- | ------------------------- |
| Num                       | Ciclista                  | Pos                       |
| 121                       | Mark Cavendish (GBR)      | 94.                       |
| 122                       | Tim Declercq (BEL)        | 86.                       |
| 123                       | Álvaro Hodeg (COL)        | DNF                       |
| 124                       | Florian Sénéchal (FRA)    | 2.                        |
| 125                       | Stijn Steels (BEL)        | 96.                       |
| 126                       | Jannik Steimle (GER)      | 79.                       |
| 127                       | Bert Van Lerberghe (BEL)  | 15.                       |

| Bingoal-WB BWB | Bingoal-WB BWB                        | Bingoal-WB BWB |
| -------------- | ------------------------------------- | -------------- |
| Num            | Ciclista                              | Pos            |
| 131            | Stanislaw Aniolkowski (POL) (estrada) | 23.            |
| 132            | Timothy Dupont (BEL)                  | 5.             |
| 133            | Tom Paquot (BEL)                      | 97.            |
| 134            | Laurenz Rex (BEL)                     | 125.           |
| 135            | Ludovic Robeet (BEL)                  | 126.           |
| 136            | Boris Vallée (BEL)                    | 135.           |
| 137            | Tom Wirtgen (LUX)                     | 117.           |

| Qhubeka Assos TQA | Qhubeka Assos TQA               | Qhubeka Assos TQA |
| ----------------- | ------------------------------- | ----------------- |
| Num               | Ciclista                        | Pos               |
| 141               | Carlos Barbero (ESP)            | 76.               |
| 142               | Sean Bennett (USA)              | 67.               |
| 143               | Victor Campenaerts (BEL)        | 33.               |
| 144               | Giacomo Nizzolo (ITA) (estrada) | 1.                |
| 145               | Matteo Pelucchi (ITA)           | 102.              |
| 146               | Emil Vinjebo (DEN)              | 75.               |
| 147               | Max Walscheid (GER)             | 92.               |

| Eolo-Kometa EOK | Eolo-Kometa EOK         | Eolo-Kometa EOK |
| --------------- | ----------------------- | --------------- |
| Num             | Ciclista                | Pos             |
| 151             | John Archibald (GBR)    | 109.            |
| 152             | Davide Bais (ITA)       | 129.            |
| 153             | Manuel Belletti (ITA)   | 25.             |
| 154             | Lorenzo Fortunato (ITA) | 52.             |
| 155             | Mattia Frapporti (ITA)  | 72.             |
| 156             | Luca Pacioni (ITA)      | 139.            |
| 157             | Samuele Rivi (ITA)      | 130.            |

| Trek-Segafredo TFS | Trek-Segafredo TFS           | Trek-Segafredo TFS |
| ------------------ | ---------------------------- | ------------------ |
| Num                | Ciclista                     | Pos                |
| 161                | Nicola Conci (ITA)           | 80.                |
| 162                | Jakob Egholm (DEN)           | DNF                |
| 163                | Amanuel Gebrezgabihier (ERI) | DNF                |
| 164                | Alexander Kamp (DEN)         | 107.               |
| 165                | Jacopo Mosca (ITA)           | 66.                |
| 166                | Antonio Nibali (ITA)         | 131.               |
| 167                | Edward Theuns (BEL)          | 8.                 |

| Caja Rural-Seguros RGA CJR | Caja Rural-Seguros RGA CJR | Caja Rural-Seguros RGA CJR |
| -------------------------- | -------------------------- | -------------------------- |
| Num                        | Ciclista                   | Pos                        |
| 171                        | Jon Aberasturi (ESP)       | 4.                         |
| 172                        | Álvaro Cuadros (ESP)       | 111.                       |
| 173                        | David González López (ESP) | 120.                       |
| 174                        | Jon Irisarri (ESP)         | 83.                        |
| 175                        | Oier Lazkano (ESP)         | 121.                       |
| 176                        | Joel Nicolau (ESP)         | DNF                        |
| 177                        | Héctor Benito Sáez (ESP)   | 112.                       |

| Gazprom-RusVelo GAZ | Gazprom-RusVelo GAZ      | Gazprom-RusVelo GAZ |
| ------------------- | ------------------------ | ------------------- |
| Num                 | Ciclista                 | Pos                 |
| 181                 | Igor Boev (RUS)          | DNF                 |
| 182                 | Marco Canola (ITA)       | 11.                 |
| 183                 | Serguei Chernetski (RUS) | 50.                 |
| 184                 | Damiano Cima (ITA)       | 10.                 |
| 185                 | Pavel Kochetkov (RUS)    | 61.                 |
| 186                 | Petr Rikunov (RUS)       | 49.                 |
| 187                 | Dmitry Strakhov (RUS)    | 133.                |

| Total Direct Énergie TDE | Total Direct Énergie TDE  | Total Direct Énergie TDE |
| ------------------------ | ------------------------- | ------------------------ |
| Num                      | Ciclista                  | Pos                      |
| 191                      | Christopher Lawless (GBR) | 84.                      |
| 192                      | Lorrenzo Manzin (FRA)     | 13.                      |
| 193                      | Adrien Petit (FRA)        | DNF                      |
| 194                      | Cristián Rodríguez (ESP)  | 68.                      |
| 195                      | Geoffrey Soupe (FRA)      | 99.                      |
| 196                      | Niki Terpstra (NED)       | 91.                      |
| 197                      | Dries Van Gestel (BEL)    | 42.                      |

| Bardiani CSF Faizanè BCF | Bardiani CSF Faizanè BCF | Bardiani CSF Faizanè BCF |
| ------------------------ | ------------------------ | ------------------------ |
| Num                      | Ciclista                 | Pos                      |
| 201                      | Enrico Battaglin (ITA)   | 34.                      |
| 202                      | Filippo Fiorelli (ITA)   | 18.                      |
| 203                      | Umberto Marengo (ITA)    | 21.                      |
| 204                      | Daniel Savini (ITA)      | 31.                      |
| 205                      | Giovanni Visconti (ITA)  | DNF                      |
| 206                      | Filippo Zana (ITA)       | 69.                      |
| 207                      | Samuele Zoccarato (ITA)  | 48.                      |

| Rally Cycling RLY | Rally Cycling RLY       | Rally Cycling RLY |
| ----------------- | ----------------------- | ----------------- |
| Num               | Ciclista                | Pos               |
| 211               | Nathan Brown (USA)      | 128.              |
| 212               | Pier-André Coté (CAN)   | 27.               |
| 213               | Arvid de Kleijn (NED)   | DNF               |
| 214               | Colin Joyce (USA)       | 20.               |
| 215               | Emerson Oronte (USA)    | 127.              |
| 216               | Joey Rosskopf (USA)     | 65.               |
| 217               | Nickolas Zukowsky (CAN) | 30.               |

| Bora-Hansgrohe BOH | Bora-Hansgrohe BOH      | Bora-Hansgrohe BOH |
| ------------------ | ----------------------- | ------------------ |
| Num                | Ciclista                | Pos                |
| 1                  | Cesare Benedetti (ITA)  | 85.                |
| 2                  | Maciej Bodnar (POL)     | 137.               |
| 3                  | Marcus Burghardt (GER)  | 39.                |
| 4                  | Patrick Gamper (AUT)    | 70.                |
| 5                  | Martin Laas (EST)       | 3.                 |
| 6                  | Jordi Meeus (BEL)       | 141.               |
| 7                  | Lukas Pöstlberger (AUT) | 101.               |

| UAE Team Emirates UAD | UAE Team Emirates UAD       | UAE Team Emirates UAD |
| --------------------- | --------------------------- | --------------------- |
| Num                   | Ciclista                    | Pos                   |
| 11                    | Fernando Gaviria (COL)      | 17.                   |
| 12                    | Marco Marcato (ITA)         | 118.                  |
| 13                    | Juan Sebastián Molano (COL) | 45.                   |
| 14                    | Ivo Oliveira (POR)          | 134.                  |
| 15                    | Rui Oliveira (POR)          | 73.                   |
| 16                    | Maximiliano Richeze (ARG)   | 35.                   |
| 17                    | Oliviero Troia (ITA)        | 108.                  |

| Cofidis COF | Cofidis COF             | Cofidis COF |
| ----------- | ----------------------- | ----------- |
| Num         | Ciclista                | Pos         |
| 21          | Nathan Haas (AUS)       | 81.         |
| 22          | Jelle Wallays (BEL)     | 136.        |
| 23          | André Carvalho (POR)    | 100.        |
| 24          | Victor Lafay (FRA)      | 113.        |
| 25          | Fabio Sabatini (ITA)    | 114.        |
| 26          | Kenneth Vanbilsen (BEL) | 82.         |
| 27          | Attilio Viviani (ITA)   | 26.         |

| Intermarché-Wanty-Gobert Matériaux IWG | Intermarché-Wanty-Gobert Matériaux IWG | Intermarché-Wanty-Gobert Matériaux IWG |
| -------------------------------------- | -------------------------------------- | -------------------------------------- |
| Num                                    | Ciclista                               | Pos                                    |
| 31                                     | Jonas Koch (GER)                       | 142.                                   |
| 32                                     | Andrea Pasqualon (ITA)                 | 46.                                    |
| 33                                     | Taco van der Hoorn (NED)               | 104.                                   |
| 34                                     | Boy van Poppel (NED)                   | 143.                                   |
| 35                                     | Danny van Poppel (NED)                 | 6.                                     |
| 36                                     | Pieter Vanspeybrouck (BEL)             | 89.                                    |
| 37                                     | Loïc Vliegen (BEL)                     | 98.                                    |

| BikeExchange BEX | BikeExchange BEX            | BikeExchange BEX |
| ---------------- | --------------------------- | ---------------- |
| Num              | Ciclista                    | Pos              |
| 41               | Jack Bauer (NZL)            | 93.              |
| 42               | Michael Hepburn (AUS)       | 77.              |
| 43               | Amund Grøndahl Jansen (NOR) | 12.              |
| 44               | Nick Schultz (AUS)          | 74.              |
| 45               | Callum Scotson (AUS)        | 78.              |
| 46               | Dion Smith (NZL)            | 88.              |
| 47               | Robert Stannard (AUS)       | DNF              |

| Sport Vlaanderen-Baloise SVB | Sport Vlaanderen-Baloise SVB | Sport Vlaanderen-Baloise SVB |
| ---------------------------- | ---------------------------- | ---------------------------- |
| Num                          | Ciclista                     | Pos                          |
| 51                           | Cedric Beullens (BEL)        | 28.                          |
| 52                           | Alex Colman (BEL)            | 103.                         |
| 53                           | Kenny De Ketele (BEL)        | 115.                         |
| 54                           | Robbe Ghys (BEL)             | 116.                         |
| 55                           | Ward Vanhoof (BEL)           | 105.                         |
| 56                           | Aaron Van Poucke (BEL)       | 90.                          |
| 57                           | Jordi Warlop (BEL)           | 14.                          |

| AG2R Citroën Team ACT | AG2R Citroën Team ACT | AG2R Citroën Team ACT |
| --------------------- | --------------------- | --------------------- |
| Num                   | Ciclista              | Pos                   |
| 61                    | Stan Dewulf (BEL)     | 87.                   |
| 62                    | Andrea Vendrame (ITA) | 24.                   |
| 63                    | Anthony Jullien (FRA) | 62.                   |
| 64                    | Lawrence Naesen (BEL) | 51.                   |
| 65                    | Marc Sarreau (FRA)    | 9.                    |
| 66                    | Gijs Van Hoecke (BEL) | 106.                  |
| 67                    | Damien Touzé (FRA)    | 16.                   |

| Euskaltel-Euskadi EUS | Euskaltel-Euskadi EUS     | Euskaltel-Euskadi EUS |
| --------------------- | ------------------------- | --------------------- |
| Num                   | Ciclista                  | Pos                   |
| 71                    | Mikel Alonso Flores (ESP) | 138.                  |
| 72                    | Mikel Aristi (ESP)        | 22.                   |
| 73                    | Xabier Azparren (ESP)     | 71.                   |
| 74                    | Julen Irizar (ESP)        | 40.                   |
| 75                    | Juan José Lobato (ESP)    | 38.                   |
| 76                    | Luis Ángel Maté (ESP)     | 57.                   |
| 77                    | Antonio Jesús Soto (ESP)  | 47.                   |

| Movistar Team MOV | Movistar Team MOV               | Movistar Team MOV |
| ----------------- | ------------------------------- | ----------------- |
| Num               | Ciclista                        | Pos               |
| 81                | Gabriel Cullaigh (GBR)          | 7.                |
| 82                | Iván García Cortina (ESP)       | 60.               |
| 83                | Juri Hollmann (GER)             | 59.               |
| 84                | Johan Jacobs (SUI)              | 64.               |
| 85                | Mathias Norsgaard (DEN)         | 95.               |
| 86                | Gonzalo Serrano Rodríguez (ESP) | 44.               |
| 87                | Alejandro Valverde (ESP)        | 55.               |

| Equipo Kern Pharma EKP | Equipo Kern Pharma EKP     | Equipo Kern Pharma EKP |
| ---------------------- | -------------------------- | ---------------------- |
| Num                    | Ciclista                   | Pos                    |
| 91                     | Carlos García Pierna (ESP) | 122.                   |
| 92                     | Álex Jaime (ESP)           | 36.                    |
| 93                     | Diego López (ESP)          | 63.                    |
| 94                     | Savva Novikov (RUS)        | 37.                    |
| 95                     | José Félix Parra (ESP)     | 124.                   |
| 96                     | Ibon Ruiz (ESP)            | 140.                   |
| 97                     | Enrique Sanz (ESP)         | 123.                   |

| Astana-Premier Tech APT | Astana-Premier Tech APT           | Astana-Premier Tech APT |
| ----------------------- | --------------------------------- | ----------------------- |
| Num                     | Ciclista                          | Pos                     |
| 101                     | Luis León Sánchez (ESP) (estrada) | 41.                     |
| 102                     | Yevgeniy Gidich (KAZ)             | 32.                     |
| 103                     | Yevgeniy Fedorov (KAZ)            | 53.                     |
| 104                     | Davide Martinelli (ITA)           | 56.                     |
| 105                     | Javier Romo (ESP)                 | 54.                     |
| 106                     | Nikita Stalnow (KAZ)              | 110.                    |
| 107                     | Artiom Zakharov (KAZ)             | 43.                     |

| Burgos-BH BBH | Burgos-BH BBH                  | Burgos-BH BBH |
| ------------- | ------------------------------ | ------------- |
| Num           | Ciclista                       | Pos           |
| 111           | Jetse Bol (NED)                | 29.           |
| 112           | Jesús Ezquerra (ESP)           | 19.           |
| 113           | Juan Antonio López-Cózar (ESP) | DNF           |
| 114           | Ángel Madrazo (ESP)            | 119.          |
| 115           | Alex Molenaar (NED)            | 132.          |
| 116           | Manuel Peñalver (ESP)          | DNF           |
| 117           | Diego Rubio (ESP)              | 58.           |

| Deceuninck-Quick Step DQT | Deceuninck-Quick Step DQT | Deceuninck-Quick Step DQT |
| ------------------------- | ------------------------- | ------------------------- |
| Num                       | Ciclista                  | Pos                       |
| 121                       | Mark Cavendish (GBR)      | 94.                       |
| 122                       | Tim Declercq (BEL)        | 86.                       |
| 123                       | Álvaro Hodeg (COL)        | DNF                       |
| 124                       | Florian Sénéchal (FRA)    | 2.                        |
| 125                       | Stijn Steels (BEL)        | 96.                       |
| 126                       | Jannik Steimle (GER)      | 79.                       |
| 127                       | Bert Van Lerberghe (BEL)  | 15.                       |

| Bingoal-WB BWB | Bingoal-WB BWB                        | Bingoal-WB BWB |
| -------------- | ------------------------------------- | -------------- |
| Num            | Ciclista                              | Pos            |
| 131            | Stanislaw Aniolkowski (POL) (estrada) | 23.            |
| 132            | Timothy Dupont (BEL)                  | 5.             |
| 133            | Tom Paquot (BEL)                      | 97.            |
| 134            | Laurenz Rex (BEL)                     | 125.           |
| 135            | Ludovic Robeet (BEL)                  | 126.           |
| 136            | Boris Vallée (BEL)                    | 135.           |
| 137            | Tom Wirtgen (LUX)                     | 117.           |

| Qhubeka Assos TQA | Qhubeka Assos TQA               | Qhubeka Assos TQA |
| ----------------- | ------------------------------- | ----------------- |
| Num               | Ciclista                        | Pos               |
| 141               | Carlos Barbero (ESP)            | 76.               |
| 142               | Sean Bennett (USA)              | 67.               |
| 143               | Victor Campenaerts (BEL)        | 33.               |
| 144               | Giacomo Nizzolo (ITA) (estrada) | 1.                |
| 145               | Matteo Pelucchi (ITA)           | 102.              |
| 146               | Emil Vinjebo (DEN)              | 75.               |
| 147               | Max Walscheid (GER)             | 92.               |

| Eolo-Kometa EOK | Eolo-Kometa EOK         | Eolo-Kometa EOK |
| --------------- | ----------------------- | --------------- |
| Num             | Ciclista                | Pos             |
| 151             | John Archibald (GBR)    | 109.            |
| 152             | Davide Bais (ITA)       | 129.            |
| 153             | Manuel Belletti (ITA)   | 25.             |
| 154             | Lorenzo Fortunato (ITA) | 52.             |
| 155             | Mattia Frapporti (ITA)  | 72.             |
| 156             | Luca Pacioni (ITA)      | 139.            |
| 157             | Samuele Rivi (ITA)      | 130.            |

| Trek-Segafredo TFS | Trek-Segafredo TFS           | Trek-Segafredo TFS |
| ------------------ | ---------------------------- | ------------------ |
| Num                | Ciclista                     | Pos                |
| 161                | Nicola Conci (ITA)           | 80.                |
| 162                | Jakob Egholm (DEN)           | DNF                |
| 163                | Amanuel Gebrezgabihier (ERI) | DNF                |
| 164                | Alexander Kamp (DEN)         | 107.               |
| 165                | Jacopo Mosca (ITA)           | 66.                |
| 166                | Antonio Nibali (ITA)         | 131.               |
| 167                | Edward Theuns (BEL)          | 8.                 |

| Caja Rural-Seguros RGA CJR | Caja Rural-Seguros RGA CJR | Caja Rural-Seguros RGA CJR |
| -------------------------- | -------------------------- | -------------------------- |
| Num                        | Ciclista                   | Pos                        |
| 171                        | Jon Aberasturi (ESP)       | 4.                         |
| 172                        | Álvaro Cuadros (ESP)       | 111.                       |
| 173                        | David González López (ESP) | 120.                       |
| 174                        | Jon Irisarri (ESP)         | 83.                        |
| 175                        | Oier Lazkano (ESP)         | 121.                       |
| 176                        | Joel Nicolau (ESP)         | DNF                        |
| 177                        | Héctor Benito Sáez (ESP)   | 112.                       |

| Gazprom-RusVelo GAZ | Gazprom-RusVelo GAZ      | Gazprom-RusVelo GAZ |
| ------------------- | ------------------------ | ------------------- |
| Num                 | Ciclista                 | Pos                 |
| 181                 | Igor Boev (RUS)          | DNF                 |
| 182                 | Marco Canola (ITA)       | 11.                 |
| 183                 | Serguei Chernetski (RUS) | 50.                 |
| 184                 | Damiano Cima (ITA)       | 10.                 |
| 185                 | Pavel Kochetkov (RUS)    | 61.                 |
| 186                 | Petr Rikunov (RUS)       | 49.                 |
| 187                 | Dmitry Strakhov (RUS)    | 133.                |

| Total Direct Énergie TDE | Total Direct Énergie TDE  | Total Direct Énergie TDE |
| ------------------------ | ------------------------- | ------------------------ |
| Num                      | Ciclista                  | Pos                      |
| 191                      | Christopher Lawless (GBR) | 84.                      |
| 192                      | Lorrenzo Manzin (FRA)     | 13.                      |
| 193                      | Adrien Petit (FRA)        | DNF                      |
| 194                      | Cristián Rodríguez (ESP)  | 68.                      |
| 195                      | Geoffrey Soupe (FRA)      | 99.                      |
| 196                      | Niki Terpstra (NED)       | 91.                      |
| 197                      | Dries Van Gestel (BEL)    | 42.                      |

| Bardiani CSF Faizanè BCF | Bardiani CSF Faizanè BCF | Bardiani CSF Faizanè BCF |
| ------------------------ | ------------------------ | ------------------------ |
| Num                      | Ciclista                 | Pos                      |
| 201                      | Enrico Battaglin (ITA)   | 34.                      |
| 202                      | Filippo Fiorelli (ITA)   | 18.                      |
| 203                      | Umberto Marengo (ITA)    | 21.                      |
| 204                      | Daniel Savini (ITA)      | 31.                      |
| 205                      | Giovanni Visconti (ITA)  | DNF                      |
| 206                      | Filippo Zana (ITA)       | 69.                      |
| 207                      | Samuele Zoccarato (ITA)  | 48.                      |

| Rally Cycling RLY | Rally Cycling RLY       | Rally Cycling RLY |
| ----------------- | ----------------------- | ----------------- |
| Num               | Ciclista                | Pos               |
| 211               | Nathan Brown (USA)      | 128.              |
| 212               | Pier-André Coté (CAN)   | 27.               |
| 213               | Arvid de Kleijn (NED)   | DNF               |
| 214               | Colin Joyce (USA)       | 20.               |
| 215               | Emerson Oronte (USA)    | 127.              |
| 216               | Joey Rosskopf (USA)     | 65.               |
| 217               | Nickolas Zukowsky (CAN) | 30.               |